# Lampona cylindrata
Lampona cylindrata är en spindelart som först beskrevs av Ludwig Carl Christian Koch 1866.  Lampona cylindrata ingår i släktet Lampona och familjen Lamponidae. Inga underarter finns listade i Catalogue of Life.